# Layzie Bone
Steven Howse (Washington, Okrug Columbia, SAD, 23. rujna 1974.), bolje poznat po svom umjetničkom imenu Layzie Bone je reper i pjevač koji je član hip hop sastava Bone Thugs-n-Harmony. Također je i poznat po nadimcima L-Burna i The #1 Assassin. Layzie Bone je mlađi brat Flesh-n-Bonea. Layzie je također član grupe Bone Brothers i dopredsjednik diskografske kuće Mo Thugs.

## Diskografija

### Albumi
- Thug by Nature (2001.)
- It's Not a Game (2005.)
- Thug Brothers (2006.)
- The New Revolution (2006.)
- Cleveland (2006.)
- Startin' from Scratch: How a Thug Was Born (2007.)
- Thugz Nation (2008.)
- Finally (2008.)
- Thug Twinz (2009.)
- We Workin' (2009.)
- Thug Luv (2011.)
- The Definition (2011.)
- The Meaning (2011.)
- Fire Squad (2011.)[2][3]

### Videospotovi
| Godina | Naziv                                                   | Redatelj        |
| ------ | ------------------------------------------------------- | --------------- |
| 2001.  | "Make My Day" featuring Baby S                          |                 |
| 2001.  | "Listen"                                                |                 |
| 2005.  | "Hip Hop Baby" featuring Bizzy Bone & Krayzie Bone      |                 |
| 2006.  | "Livin' Like Kings" featuring Konishiki                 |                 |
| 2006.  | "What They Say About Me (remix)" featuring Skant Bone   |                 |
| 2006.  | "Rollercoaster" featuring Bizzy Bone                    |                 |
| 2009.  | "Wring Me Out" featuring Big Sloan & Thin C             | Wes Greeson     |
| 2010.  | "If I Can't Do It"                                      | Eric Guerrero   |
| 2011.  | "Hear'em Knockin" featuring Krayzie Bone & Flesh-n-Bone | Beejan Iranshad |
| 2011.  | "Every Night" featuring Bow Wow                         |                 |
| 2011.  | "A New Life" featuring Thin C                           |                 |
| 2011.  | "Ain't Nothin to Me" featuring Maybach Dice             |                 |

## Vanjske poveznice
- Layzie Bone na MySpaceu
- Layzie Bone na Twitteru
- Layzie Bone na Allmusicu